# Le Coudray-sur-Thelle
Le Coudray-sur-Thelle – miejscowość i gmina we Francji, w regionie Hauts-de-France, w departamencie Oise.
Według danych na rok 1990 gminę zamieszkiwało 438 osób, a gęstość zaludnienia wynosiła 116 osób/km² (wśród 2293 gmin Pikardii Le Coudray-sur-Thelle plasuje się na 582. miejscu pod względem liczby ludności, natomiast pod względem powierzchni na miejscu 988.).